# 8325-ös busz
A 8325-ös jelzésű autóbuszvonal helyközi autóbuszjárat Siófok és Kisláng között, melyet a MÁV Személyszállítási Zrt. lát el.

## Megállóhelyei
| 0  | Siófok, autóbusz-állomás végállomás        | 73 | 1, 2, 3, 4, 5, 6, 7, 8, 14, 18, 24, N2 1172, 1174, 1177, 1302, 1402, 1499, 1506, 1512, 1528, 1563, 1564, 1592, 1593, 1708, 1740, 1742, 1804, 1840, 1842 5439, 5458, 5578, 5608, 5626, 5906, 5916, 5917, 6008, 6010, 6011, 6015, 6016, 6018, 6030, 6035, 6038, 6040, 6041, 6042, 6043, 6051, 6053, 6101, 6374, 7324, 7325, 8228, 8274, 8326 S30, S34, S35, személyvonat, sebesvonat, Déli<-parti sebesvonat, InterRégió, Déli<-parti InterRégió, Déli->parti InterRégió, Napfürdő InterRégió, Esti Csók InterRégió, Vitorlás InterRégió, Panoráma expresszvonat, Jégmadár expresszvonat, Aranypart expresszvonat, Ezüstpart expresszvonat, Aranyhíd expresszvonat, Balaton InterCity, Tópart InterCity, Agram-Tópart nemzetközi InterCity, Adria nemzetközi InterCity\|- |
| 31 | Siófok, Dózsa György utca                  | 1  | 3, 14, 14A 1593, 1708 5358, 5906, 5916, 5917, 6008, 6010, 6015, 6016, 6018, 6035, 6038, 6040, 6041, 6042, 6043, 6051, 6053, 7324, 7325, 8325, 8326\|- |
| 30 | Siófok, Sziget utca                        | 2  | 5358, 6008, 6051, 6053, 8325, 8326 |
| 29 | Siófok, vasúti átjáró                      | 3  | 1593 5358, 7324, 7325, 8325, 8326 |
| 28 | Siófok, felső                              | 4  | 1302, 1402, 1528, 1563, 1593, 1708 5358, 7324, 7325, 8325, 8326 |
| 27 | Siófok, (Szabadifürdő), vasúti megállóhely | 5  | 2, 24, N2 1174, 1302, 1402, 1512, 1528, 1563, 1708, 1840, 1842 5358, 7324, 7325, 8325, 8326 S30, személyvonat, sebesvonat, Déli<-parti InterRégió, Déli->parti InterRégió, Vitorlás InterRégió, Panoráma expresszvonat, Jégmadár expresszvonat, Aranypart expresszvonat |
| 26 | Siófok, (Szabadifürdő), rádióállomás       |    | 5358, 8325, 8326 |
| 25 | Siófok (Szabadisóstó), 7. sz. út           | 7  | 1302, 1402, 1512, 1528, 1563, 1708, 1840, 1842 5358, 8325, 8326 |
| 24 | Balatonbozsok, Fő utca 100.                | 8  | 5358, 7321, 8065, 8066, 8067, 8321, 8325, 8326 |
| 23 | Enying, Kossuth Lajos utca 6.              | 9  | 1173, 1731 5358, 7321, 8065, 8066, 8067, 8310, 8320, 8321, 8325, 8326 |
| 32 | Mátyásdomb, Fő utca                        | 0  | 8066, 8310, 8320 |
| 65 | Kisláng, Dózsa György utca) végállomás     | 0  | 8062 |